# ヤクブ・ゴウォン
ヤクブ・ダン＝ユマ・“ジャック”・ゴウォン（英語: Yakubu Dan-Yumma "Jack" Gowon, 1934年10月19日 - ）は、ナイジェリアの軍人、政治家。キリスト教徒。同国第3代国家元首。1966年にジョンソン・アグイイ＝イロンシ政権をクーデターで倒し、東部州を激発させてビアフラ戦争を起こし、勝利したもののやがてクーデターで政権を追われた。

## 来歴
ゴウォンは1934年10月29日、当時北部州に属していたプラトー州で、アンガス人として生まれた。ザリアで育ったのち、1954年に21歳で軍に入隊した。1955年10月19日には少尉に昇進した。彼は1955年から1956年にはサンドハースト王立陸軍士官学校に、ついでキャンベリーのStaff Collegeに1962年に、1965年にはラティマーの統合幕僚学校に留学した。また、1960年から1961年と1963年に、コンゴ民主共和国に国連平和維持軍の一員として派遣されていた。1966年には、ゴウォンは中佐に昇進していた。
1966年1月に第1回クーデターが起こるまでのゴウォンは、政治に一切関係のない軍人に過ぎなかった。北部出身ではあったがキリスト教徒であり、北部の実権を握るフラニ人やハウサ人ではないため、東部や西部の派閥からも好意をもたれやすい安全な位置にいた。
しかしこのクーデターによって、アブバカル・タファワ・バレワ連邦首相などの指導層が一掃され、さらにクーデター派もイボ人のジョンソン・アグイイ・イロンシによって一掃された。上位の軍人が一掃されたことにより、ゴウォンはナイジェリア軍の参謀長となった。イロンシは暫定政府首班となると国内を安定させようとしたが、北部派の残党はゴウォンの下に集まり、政権の奪回を企てた。
1966年7月28日、北部勢力を中心とするクーデターが勃発し、イロンシは視察旅行中だった西部州イバダンにて殺害され、ゴウォンが代わって大統領に就任し政権を握った。このクーデターにより軍内部の東部州・イボ人勢力は迫害されるようになり、北部のカノなどでは商業勢力として勢いを増していたイボ人に対する虐殺が起こった。一方、イボ人の本拠である東部州では軍政官チュクエメカ・オジュク中佐が軍を完全に掌握してクーデター派を寄せ付けず、ここにおいて北部と東部の対立はますます先鋭化した。北部は当初ナイジェリアからの分離独立をめざしたもののアメリカやイギリスの干渉によって断念し、かわってナイジェリアの支配権を握ることにした。これに対し、ナイジェリアの富の源泉である石油産出のほとんどを握る東部はいっそう反発を強めていった。
この緊張を和らげるため1967年1月4日から5日にかけてゴウォンとオジュク、その他最高軍事評議会のメンバーが集まってガーナのアブリにおいて会議がおこなわれたものの実効性は無く、東部には迫害を逃れて100万人を越えるイボ人の難民が流入してきた。この状況を打開するため、オジュクは州内の連邦政府の資産を接収し、石油を含む税収を州で管理することとした。これをゴウォンは認めず、1967年5月5日にはゴウォンは北部を6州、東部を3州、西部、中西部、ラゴスの12州にナイジェリアを分割することを決定し、東部の勢力を弱めようとした。これに反発したオジュクと東部は5月30日に独立宣言を発し、ビアフラ共和国を宣言。ここにビアフラ戦争が勃発した。
当初を除いてナイジェリア連邦側は優位に戦争を進めたが、ビアフラ側は頑強に抵抗した。戦争を早期に終結させるためにナイジェリアはビアフラへの輸送を遮断し、結果ビアフラでは戦死と餓死、それに病死で150万人の命が失われた。ビアフラ戦争は、オジュクが脱出しビアフラ政府が降伏した1970年1月19日に終結した。
戦争終結後、ゴウォンはイボ人へのそれ以上の迫害をおこなわず、国内融和策をとった。石油価格は上昇し、ナイジェリアに富をもたらした。これを使ってゴウォンは国内整備を進めたものの、政府内に腐敗が横行し、政府も急速に肥大化が進んだ。
1974年10月1日、ゴウォンは予定されていた1976年の民政移管は難しいと表明した。これは軍内部の穏健派に強い不満を与え、クーデターが計画された。1975年7月25日、ウガンダの首都カンパラで開かれていたアフリカ統一機構総会に出席中だったゴウォンは、ムルタラ・ムハンマドの率いるクーデター軍によって追放された。のちムルタラは76年2月、ゴウォンに関与したブカ・スカ・ディムカ中佐率いるクーデター軍に暗殺された。
その後ゴウォンはイギリスへと亡命し、1980年代にナイジェリアに戻った。2000年代に入ると、ゴウォンはガーナの大統領選挙のオブザーバーをつとめるなど、アフリカ政界の元勲のひとりとなっている。